# TCF Center
Le TCF Center, anciennement connu sous le nom de Cobo Hall et Cobo Center, est un centre de congrès dans le centre-ville de Détroit, dans le Michigan, appartenant à la Detroit Regional Convention Facility Authority (DRCFA). Situé au 1 Washington Boulevard, l'établissement a été initialement nommé d'après l'ancien maire de Détroit, Albert Cobo.
Le complexe comprenait auparavant une arène, la Cobo Arena, qui a accueilli divers concerts, événements sportifs et autres événements. En 2015, l'installation a achevé une rénovation qui a réaffecté l'espace Cobo Arena, en ajoutant des salles de réunion supplémentaires, un atrium en verre avec vue sur le bord de la rivière Détroit.
Le plus grand événement annuel organisé au TCF Center est le Salon international de l'automobile d'Amérique du Nord, qui se tient au centre depuis 1965.
Il est desservi par le Detroit People Mover avec sa propre station. Le TCF Center dispose de plusieurs grands parkings attenants et d'un accès direct à la Lodge Freeway. L'installation est située le long du Detroit International Riverfront et à distance de marche de plusieurs hôtels du centre-ville.

## Histoire

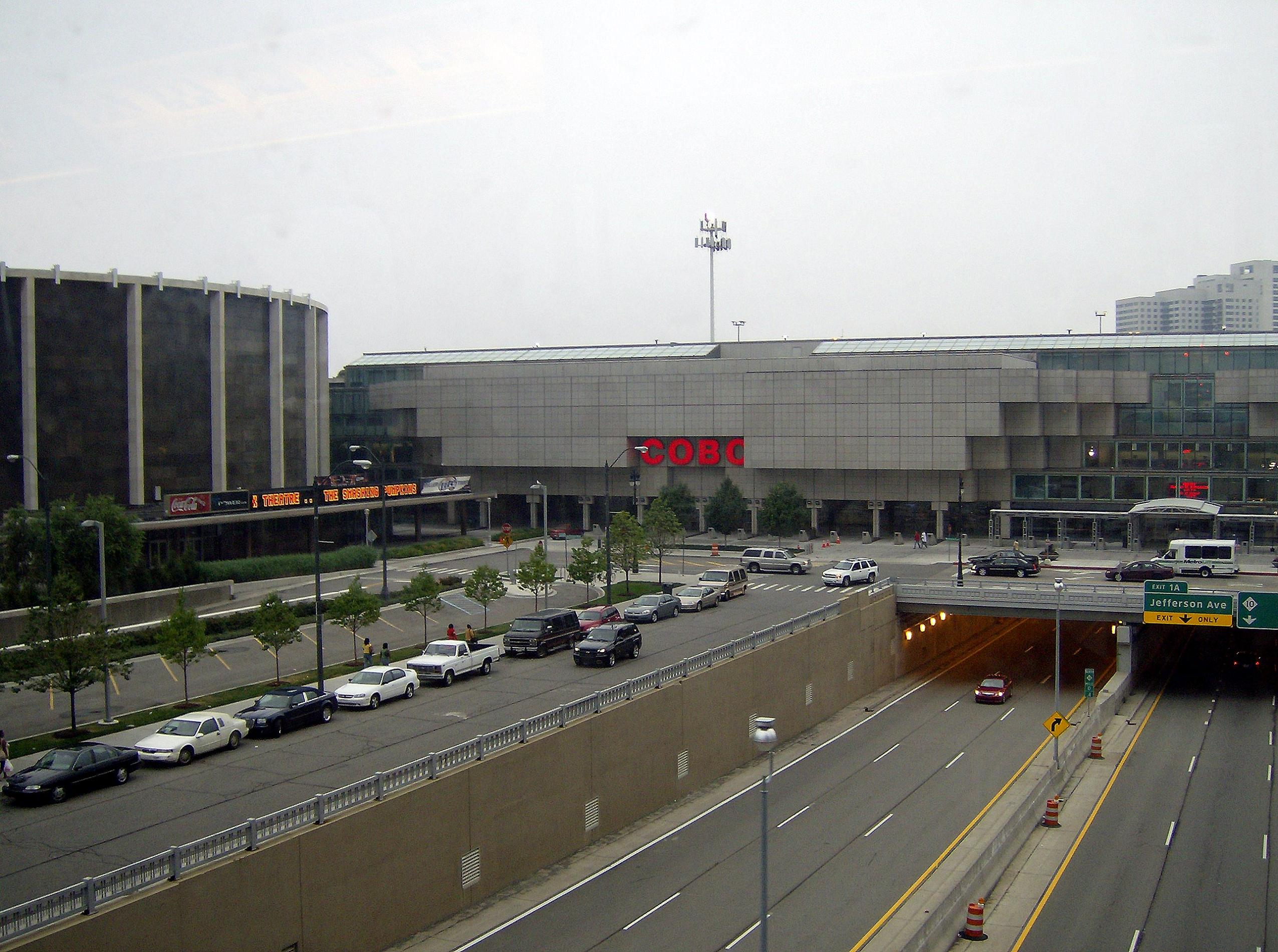
TCF Center en 2007.

L'installation totale coûtait initialement 56 millions de dollars. Le TCF Center a été conçu par le cabinet d'architectes de Détroit Giffels & Rossetti et a duré quatre ans. Louis Rossetti était l'architecte en chef. L'installation se trouve sur le site où Antoine de Mothe Cadillac, un colon français, a mis le pied sur les rives de la rivière en juillet 1701 et a revendiqué la zone pour la France au nom du roi Louis XIV. La première convention à l'installation a eu lieu en 1960 par le Florists 'Telegraph Delivery (FTD). Le premier événement était le 43e dîner de l'industrie automobile le 17 octobre 1960, lors duquel le président Dwight D. Eisenhower était le conférencier principal.
Joe Louis Arena, du nom du boxeur et ancien champion des poids lourds Joe Louis, a été construit à côté de l'installation. Il a été le domicile des Red Wings de Détroit de la Ligue nationale de hockey de 1979 jusqu'à sa fermeture en 2017, lorsqu'ils ont déménagé à la Little Caesars Arena. La démolition de l'arène a commencé en 2019.
En 2009, le maire Kenneth Cockrel Jr. a opposé son veto contre l'expansion de l'installation. Peu de temps après, l'installation est devenue la propriété et l'exploitation de la Detroit Regional Convention Facility Authority (DRCFA). Le conseil d'administration de cinq membres est composé d'un représentant de chacune des cinq agences gouvernementales - la ville de Détroit, l'état du Michigan et les trois comtés de Metro Detroit de Wayne, d'Oakland et de Macomb. Un accord consensuel de l'autorité est nécessaire pour toutes les décisions, et il est devenu un modèle de coopération régionale dans le sud-est du Michigan.
En octobre 2010, la DRCFA a attribué un contrat de gestion à SMG. Il a prolongé le contrat de trois ans en septembre 2013 et de nouveau en juin 2017. En 2015, une rénovation de 279 millions de dollars sur cinq ans a été achevée, y compris un nouvel atrium, une salle de bal et des espaces de réunion, construits principalement dans l'ancien bâtiment Cobo Arena.
En 2017, à la suite du 50e anniversaire des émeutes de Détroit en 1967, le maire actuel Mike Duggan a proposé que le Cobo Center soit renommé en raison de la réévaluation moderne du mandat de Cobo en tant que maire. Cobo a respecté des clauses d'exclusion contre les afro-américains et a été accusé d'avoir mal répondu aux allégations de harcèlement et de brutalités policières contre des résidents afro-américains.
En juin 2018, la DRCFA a approuvé un accord de 22 ans sur les droits de dénomination avec Chemical Bank, qui est entré en vigueur le 1er juillet 2018 (le mois suivant, la banque a annoncé qu'elle déménagerait son siège social au centre-ville de Détroit). L'accord ne sera annoncé publiquement que le 20 février 2019 ; les parties sont convenues de retarder l'annonce officielle jusqu'à la finalisation de Chemical et d'annoncer son accord de fusion avec TCF Financial Corporation, basée au Minnesota. Un nouveau nom pour Cobo Center n'a pas été officiellement annoncé à ce moment, car la banque voulait attendre la fin de la fusion. Entre-temps, la marque de la Chemical Bank apparaîtrait sur la publicité et la signalisation de l'installation, et un buste cérémoniel d'Albert Cobo a été retiré de l'exposition publique. La fusion Chemical-TCF a été finalisée le 1er août 2019 et la nouvelle société a pris le nom de TCF. Cobo Center a été officiellement renommé TCF Center le 27 août 2019.

## Événements notables

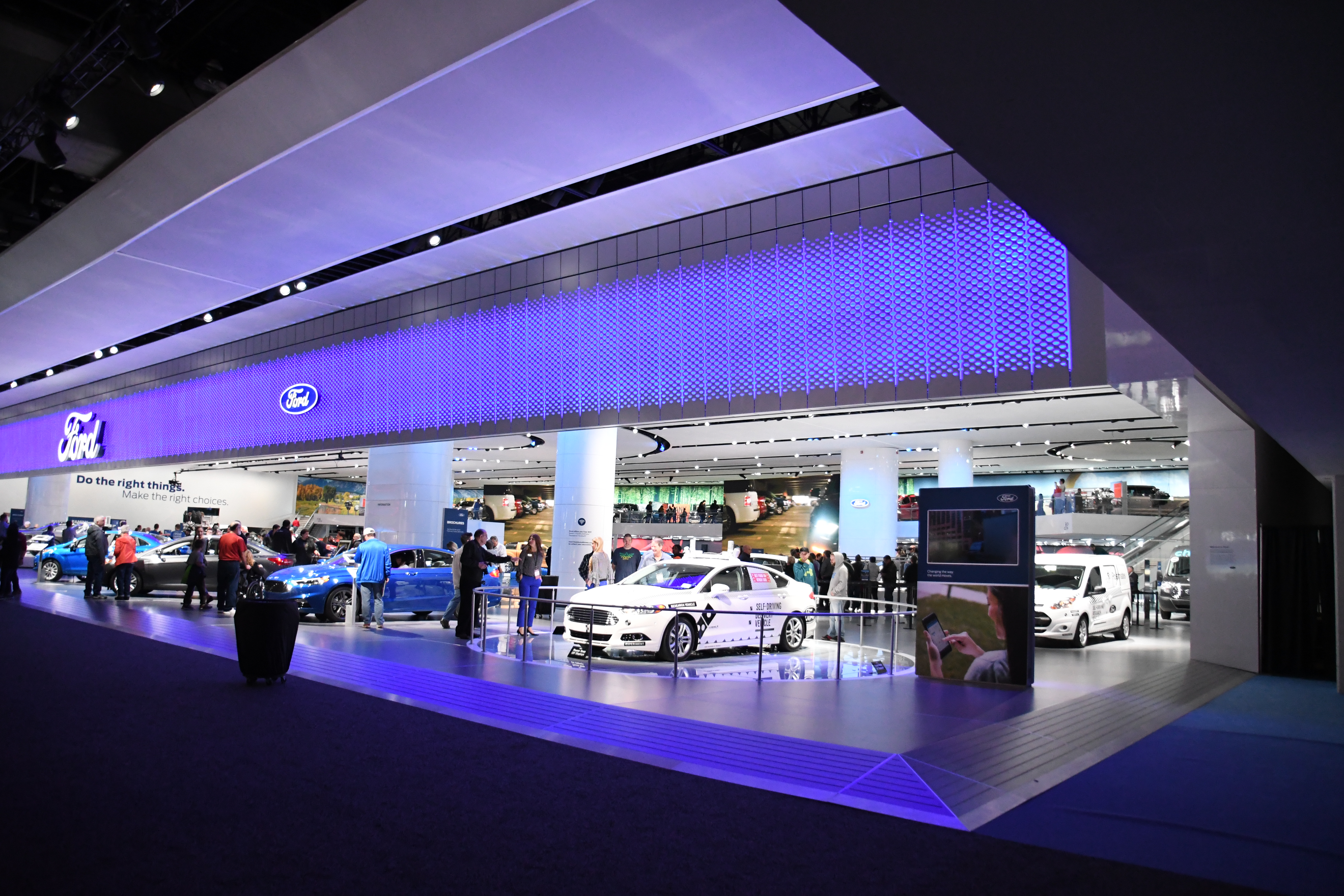
Ford expose au Salon international de l'auto de l'Amérique du Nord en 2019.

Depuis 1965, le plus grand événement organisé au TCF Center est le Salon international de l'automobile d'Amérique du Nord. Cet événement attire des milliers de journalistes et de fournisseurs internationaux au cours de ses cinq premiers jours et organise une avant-première caritative pour 11 000 invités avant l'ouverture au public. Depuis 1976, Charity Preview a recueilli en moyenne 2,4 millions de dollars par an pour les œuvres de bienfaisance pour enfants du sud-est du Michigan. Après la soirée Charity Preview, le salon est ouvert au public pendant dix jours, attirant en moyenne 735 000 participants. Le spectacle a été initialement organisé en janvier, mais se déplacera en juin à partir de 2020.

## Cobo Arena
La Cobo Arena était une arène qui faisait partie du complexe de l'installation. Elle a été construite en 1960 et pouvait accueillir 12 000 personnes. Il a servi de terrain à domicile pour les Pistons de Détroit de la NBA de 1961 à 1978 et a accueilli les championnats d'athlétisme en salle de la division I de la NCAA de 1965 à 1981.
Il a également accueilli de nombreux concerts, dont The Doors, Black Sabbath, Jimi Hendrix, The Rolling Stones, Alice Cooper, Kiss, Iron Maiden (deux fois en 1982), Prince, The Tragically Hip, The Who, Judy Garland, Bruce Springsteen, Parliament-Funkadelic, Duran Duran, The Cure, Phish, Madonna, Anthrax, Exodus et Helloween. Bob Seger a enregistré tout Live Bullet et une partie de Nine Tonight au Cobo Arena. Le groupe Yes a enregistré deux chansons à la Cobo Arena pour leur album Yesshows, sorti en 1980. Kiss a enregistré la plupart de l'album live Alive! et la vidéo Animalize Live Uncensored à l'arène et il est présenté dans leur vidéo pour "Modern Day Delilah".
Le 23 juin 1963, à la suite de la marche des droits civiques de la Marche pour la liberté de Détroit, Martin Luther King a prononcé la version originale de son discours "I Have a Dream" à la Cobo Arena dans une salle comble.
La Cobo Arena a accueilli le Skate America 1995, du 17 au 22 octobre 1995.
La Cobo Arena a fermé ses portes en 2010 dans le cadre d'une rénovation majeure achevée en 2015. L'espace a été utilisé pour construire de nouvelles installations, dont la salle de bal, un espace événementiel, un nouvel atrium, 21 salles de réunion supplémentaires et une terrasse extérieure.